# Ilia Čimčiuri
Ilija Čimčiuri (* 19. dubna 1973 Gori) je bývalý gruzínský zápasník–judista, který od poloviny devadesátých let dvacátého století až do konce své sportovní kariéry reprezentoval Ukrajinu.

## Sportovní kariéra
S judem začínal v 10 letech v rodném Gori. V 16 letech šel studovat na internátní školu olympijských nadějí do běloruského Minsku. Po rozpadu Sovětského svazu v roce 1991 se vrátil do Gruzie, ale z finančních důvodů se vrcholovému sportu nemohl věnovat. V roce 1994 přijal nabídku žít a trénovat v Dnipru na Ukrajině. V roce 1995 obdržel ukrajinské občanství. V ukrajinské judistické reprezentaci se pohyboval v lehké váze do 71 (73 kg). Olympijskou kvalifikaci na olympijské hry v Atlantě v roce 1996 však nestihl.
Od roku 1997 bojoval o post reprezentační jedničky s kyjevským Hennadijem Bilodidem. V roce 2000 s Bilodidem prohrál olympijskou nominaci na olympijské hry v Sydney. Bilodid v dalším olympijském období držel pevně své pozice a od roku 2003 přešel do vyšší polostřední váhy do 81 kg. K jeho smůle v době, kdy si na tuto váhu začal dělat nárok talentovaný Roman Honťuk. V roce 2004 prohrál s Honťukem olympijskou nominaci na olympijské hry v Athénách. Situaci reprezentační dvojky začal řešit jinými způsoby. V roce 2006 byl po světovém poháru v Praze pozitivně testován na doping a dostal dvouletý zákaz startu. Po návratu v roce 2008 vydržel na tatami další dva roky. Sportovní kariéru ukončil v roce 2010.

## Výsledky
| Turnaj             | 1996       | 1997       | 1998       | 1999       | 2000       | 2001       | 2002       | 2003        | 2004        | 2005        |
| Turnaj             | 23         | 24         | 25         | 26         | 27         | 28         | 29         | 30          | 31          | 32          |
| Turnaj             | lehká váha | lehká váha | lehká váha | lehká váha | lehká váha | lehká váha | lehká váha | polostřední | polostřední | polostřední |
| ------------------ | ---------- | ---------- | ---------- | ---------- | ---------- | ---------- | ---------- | ----------- | ----------- | ----------- |
| Olympijské hry     | —          |            |            |            | —          |            |            |             | —           |             |
| Mistrovství světa  |            | 7.         |            | —          |            | 7.         |            | úč.         |             | —           |
| Mistrovství Evropy | 3.         | —          | 3.         | úč.        | —          | —          | —          | —           | —           | 7.          |